# Orphium arenarium
Orphium arenarium är en gentianaväxtart som beskrevs av Presl. Orphium arenarium ingår i släktet Orphium och familjen gentianaväxter. Inga underarter finns listade i Catalogue of Life.